# 理想L8
理想L8是中国新能源汽车制造商理想汽车的一款中大型六座SUV，为理想ONE的换代产品。

## 历史
2022年9月1日，理想汽车宣布将在同年11月发布L8，并实现发布即交付。理想起初计划安排ONE与L8同时销售一段时间，但由于L8的即将发布引发ONE的老用户不满，加上理想ONE受华为问界M7等新竞品上市导致销量大幅下滑，迫使理想提前停产ONE并发布L8。
2022年9月30日，理想汽车正式发布L8，并于同年11月开始交付。2023年2月，理想汽车发布L8的入门款Air。

## 配置

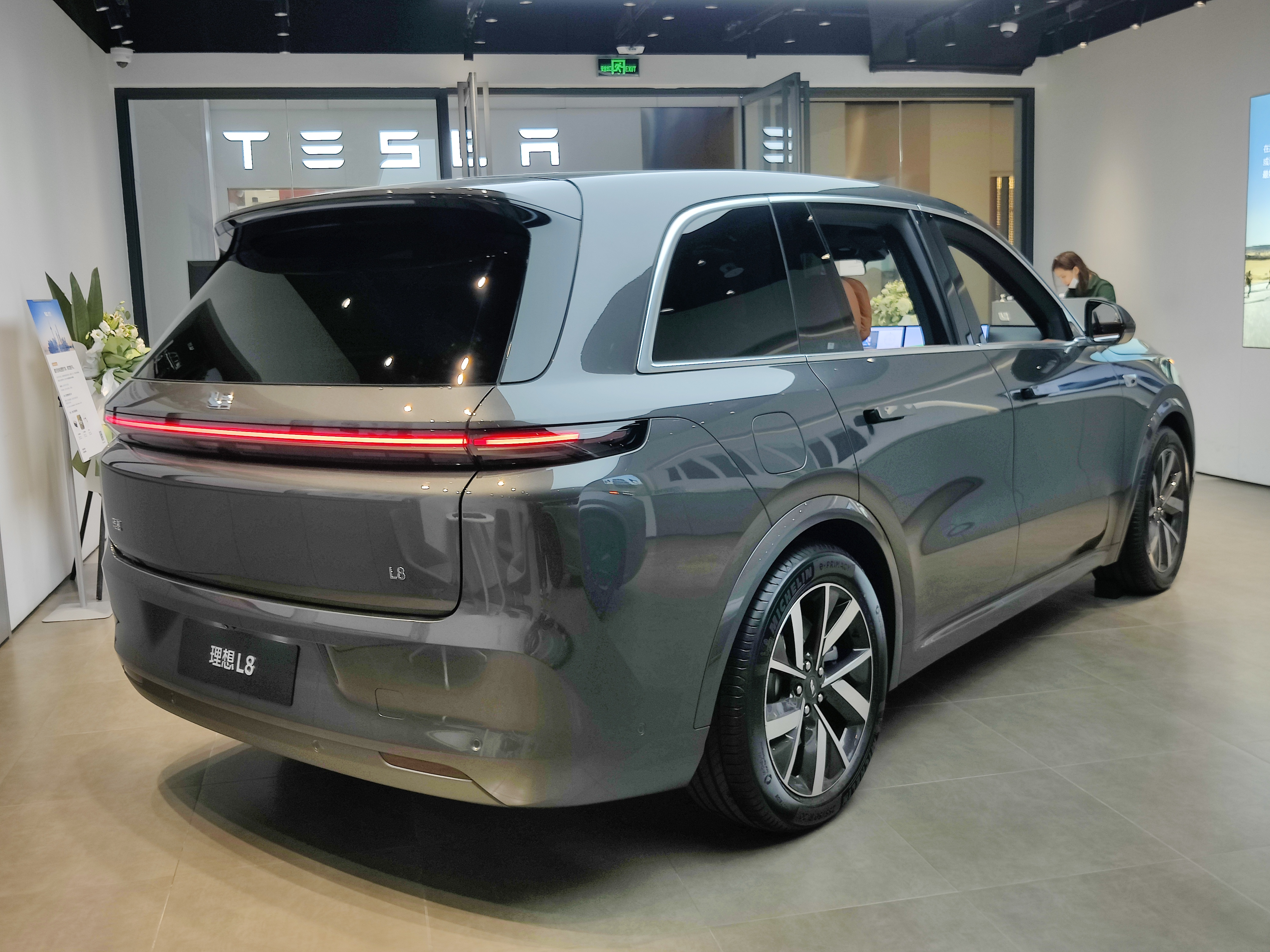
后视图

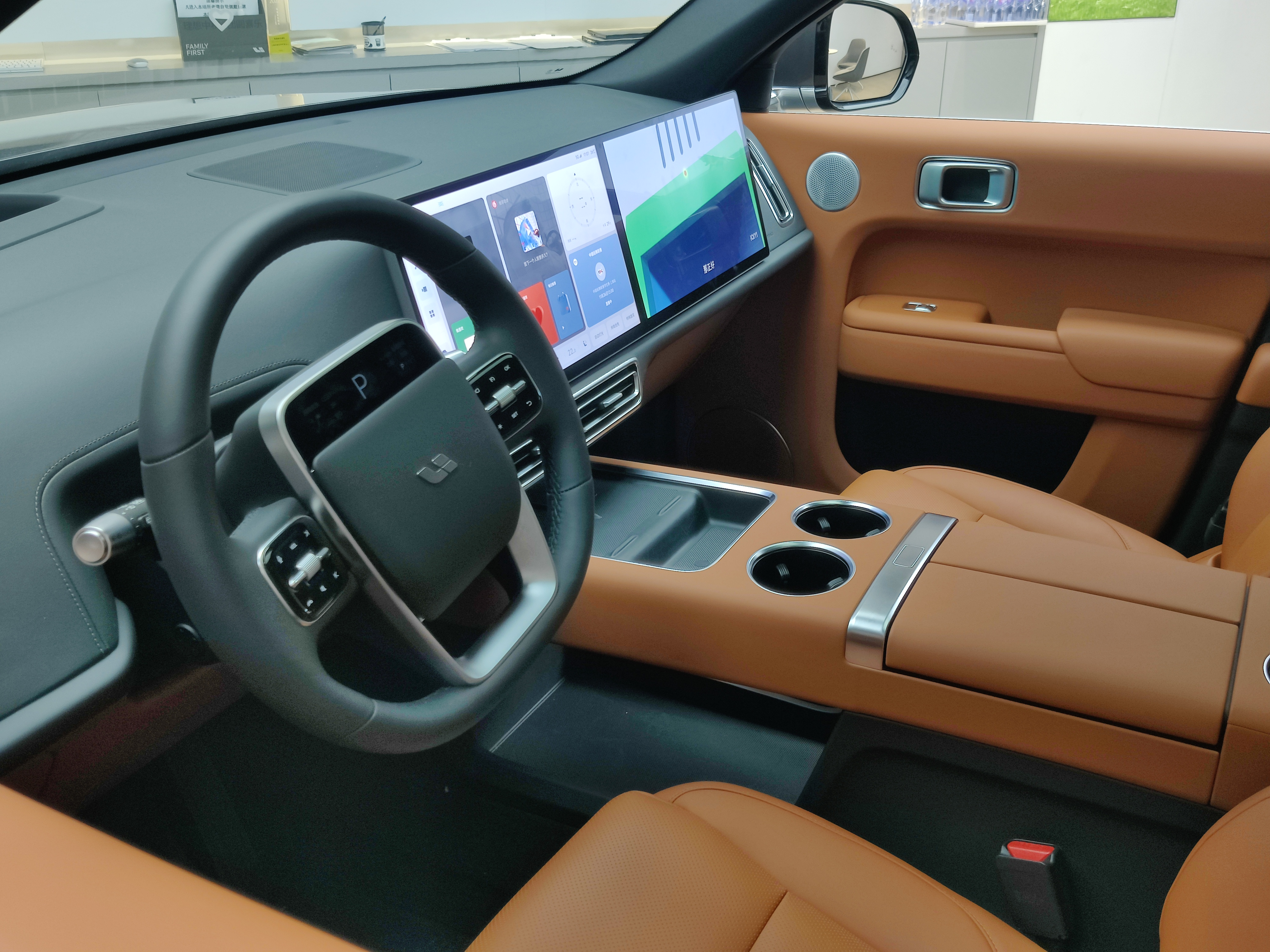
内饰

理想L8为插電式混合動力車。它有两台电机：前电机130kW、后电机200kW，并搭载与L9同款的米勒循环1.5T发动机作为增程器。
内饰方面，L8与L9相似，均有方向盘上的迷你触摸屏、替代了传统仪表盘的HUD和多块中控及娱乐屏幕，Max款车型还配备了后排娱乐屏幕。但L8大屏的材质为LCD显示屏，而非L9的OLED；L8亦取消了L9的后排小桌板、腿托和冰箱。外观方面，L8除尺寸较小、后部设计稍有不同外，整体与L9较为相似。
L8的Air和Pro款车型搭载了“AD Pro”智能驾驶系统，使用地平线机器人公司所提供的征程5芯片，并配有了1个毫米波雷达和多个摄像头。Max款车型的智能驾驶系统被称为“AD Max”，采用了两个英伟达Orin-X芯片和更多的摄像头，并在车顶安装有禾赛科技提供的激光雷达。
L8的Pro和Max款车型搭载了空气悬架，新发布的Air款车型则删去了这一配置；Air款的电池供应商亦由宁德时代改为欣旺达和蜂巢。

## 价格
理想L8设有Air、Pro和Max三种配置，售价分别为339,800元、359,800元和399,800元人民币。